# Fortifications de Montferrand
Les remparts de Montferrand sont une fortification d'agglomération situé à Montferrand, quartier de Clermont-Ferrand et ancienne ville rivale de Clermont. L'enceinte fut construite du quatrième quart du XIIe siècle au XVIe siècle pour protéger la ville comtale de Montferrand. Largement intégrée dans les constructions ultérieures, elle a en grande partie été conservée. Elle est classée aux monuments historiques depuis 2012.

## Histoire

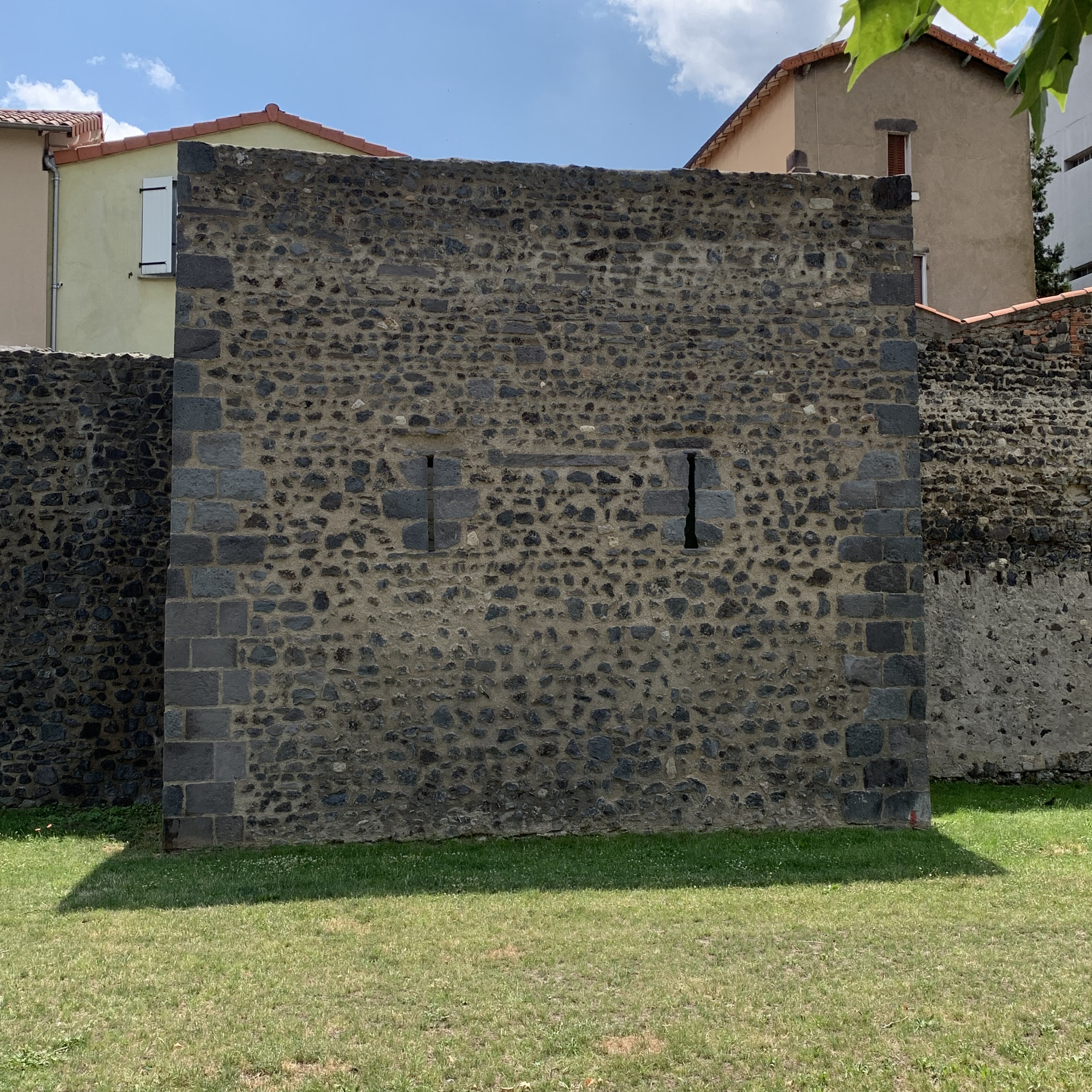
Tour quadrangulaire du rempart au nord.

La construction de l'enceinte se place dans le contexte des luttes entre les comtes d'Auvergne et de Clermont, ville de l'évêque. Les remparts lui permettent également de se défendre face à l'insécurité engendrée par les « routiers » ou par les guerres civiles ou religieuses (la Ligue, la Fronde, etc.). Les remparts ont efficacement protégé la ville pendant près de cinq siècles. D’après Suger, Montferrand est en 1126 ou 1127 assiégé par le roi Louis VI, venu au secours de l’évêque de Clermont contre le comte Guillaume VI d'Auvergne. Les défenseurs auraient abandonné l’enceinte extérieure et les maisons qu’elle englobait et se seraient réfugiés dans l’enceinte du château. Personne n’a pu les franchir à l’exception de Perrot le Béarnais qui parvint en 1388 à s’introduire dans la ville en dissimulant ses hommes dans des tonneaux.
Les quatre portes ont été détruites au XVIIIe siècle.

### Évolution
Les fortifications ont été plusieurs fois agrandies et réaménagées au cours des siècles :
- Les fortifications ont été précédées par une première enceinte presque circulaire dont le centre correspondait à l’actuelle place Marcel Sembat, à l’est de la ville. Cette première enceinte enserrait le château. Elle fut partiellement détruite en 1633. Le carrefour en limite sud de ce cercle correspond probablement à une porte d’enceinte disparue[3]. Une porte fortifiée se situe également devant l’église, à l’ouest du château.
- À la fin du XIIe siècle le château est reconstruit au même endroit dans le style « Philippe Auguste ». En 1196 la comtesse G.[N 2] dite « comtesse Brayère » et son fils Guillaume VIII renforcent l'enceinte de la ville.
- Avant 1229 le lotissement le long de l’axe nord-sud, officialisé par la charte de franchises accordée aux habitants entre 1196 et 1199, est enclos dans une muraille.

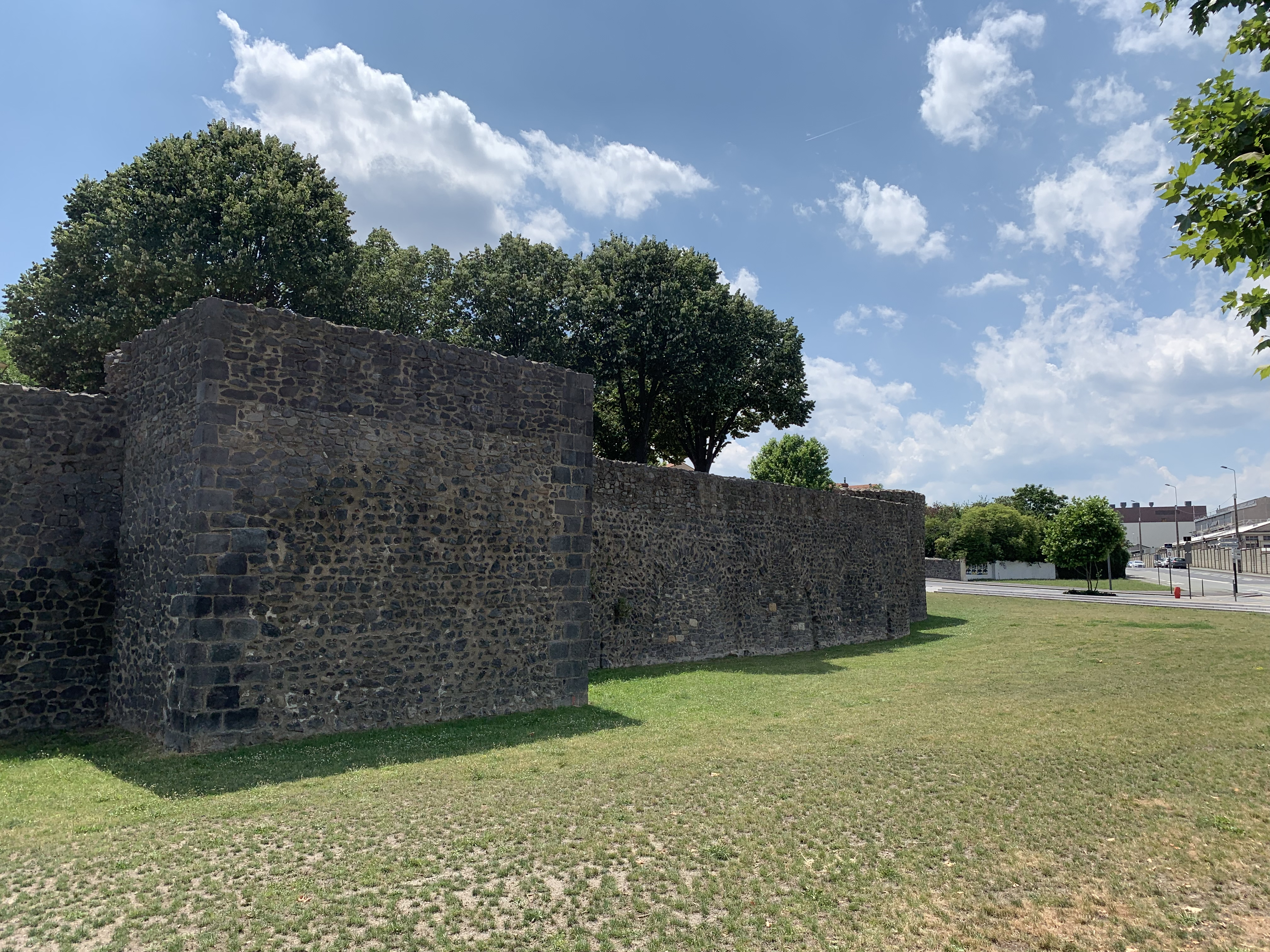
Tour d'angle au nord des remparts.

- Tour d'angle au nord des remparts.Au milieu du XIVe siècle une nouvelle enceinte est construite pour protéger les nouveaux quartiers qui se sont développés au nord-ouest.
- Entre 1491 et 1495 l’enceinte du XIVe siècle est sensiblement modifiée (arasement de tours, créneaux pour serpentines, remblaiement du rempart, etc.).
- Au XVIe siècle cette muraille est repoussée de 30 à 40 mètres. Entre 1574 et 1577 est édifiée la dernière muraille.

## Construction

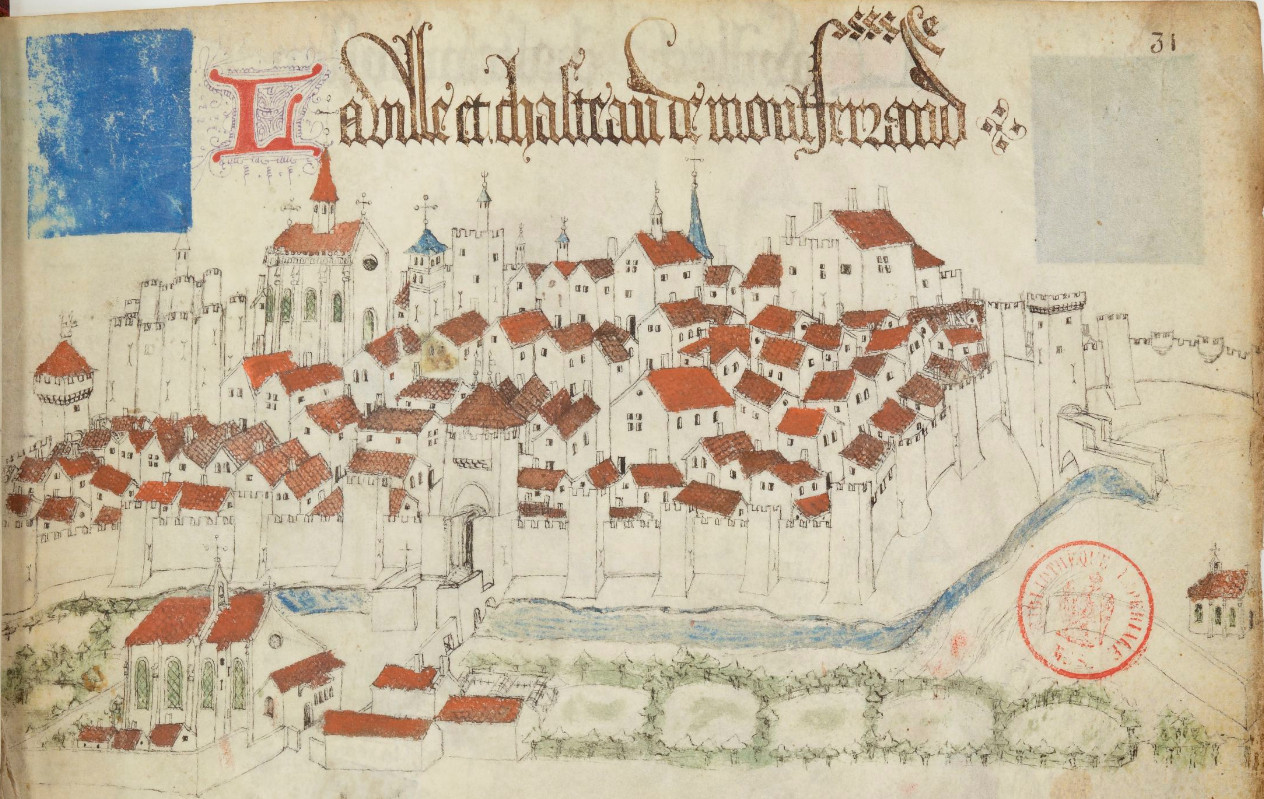
Montferrand dans l'Armorial d'Auvergne de Guillaume Revel, 1450.

Il s'agissait d'une simple muraille, flanquée de tours, et les voiries étaient situées à proximité. L'enceinte englobait un espace d'environ 21 hectares et était d'une longueur de 1 773 mètres dont il reste aujourd'hui environ 900 mètres cumulés. L’enceinte ressemble sommairement à un trapèze. Cette forme assez géométrique correspond au site lui-même. Les remparts étaient flanqués des vingt-deux tours. On pénétrait dans la cité par quatre portes. Les douves faisaient vingt à trente mètres de large. Les fortifications sont représentées dans l’Armorial de Guillaume Revel établi au milieu du XVe siècle.

### Tracé
L'enceinte était d'une longueur de 1 773 mètres.

### Le mur

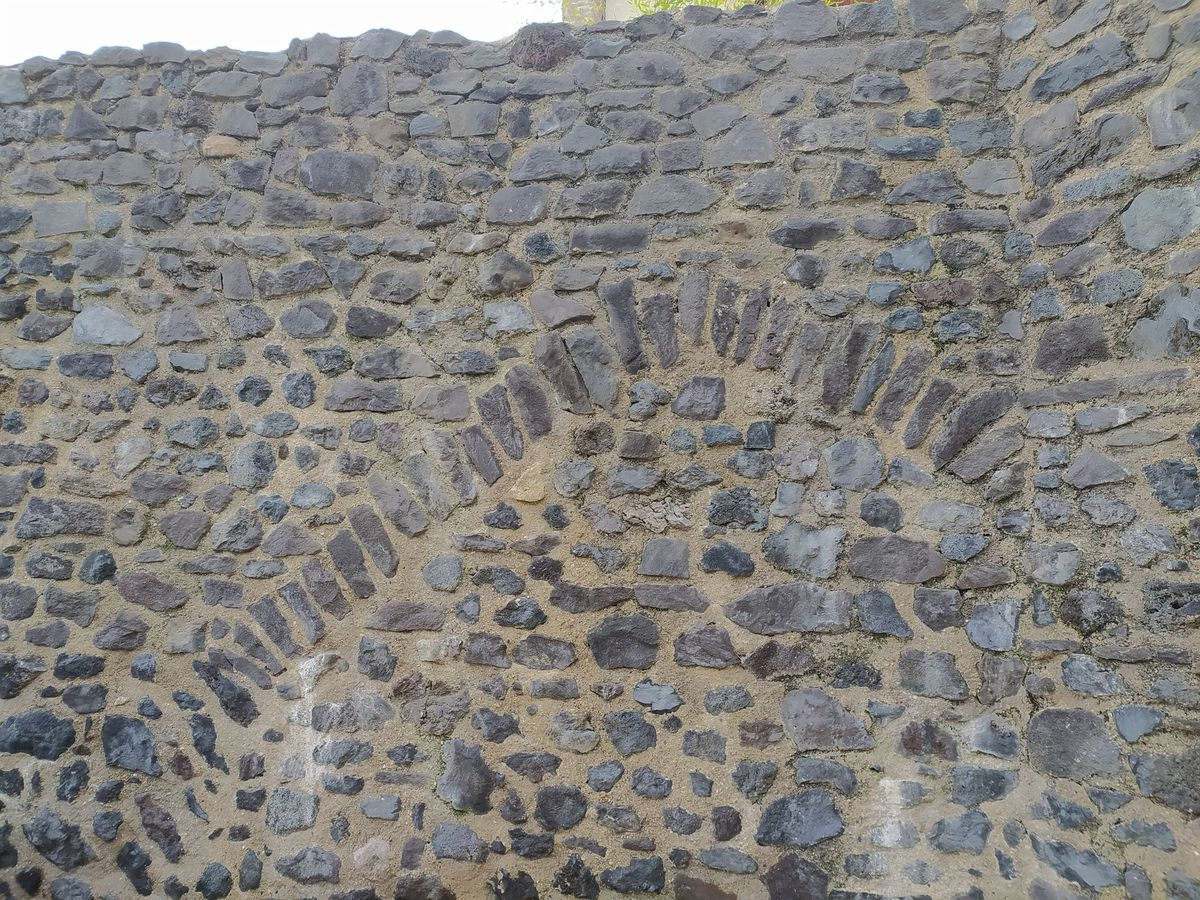
Arc de décharge au jardin partagé de Montferrand

Les murs faisaient 1,80 à 2 mètres d’épaisseur. Des arcs de décharge soutiennent l’édifice. Ils permettent de séparer chaque pile de deux à trois mètres pour économiser des matériaux de construction.

### Les tours

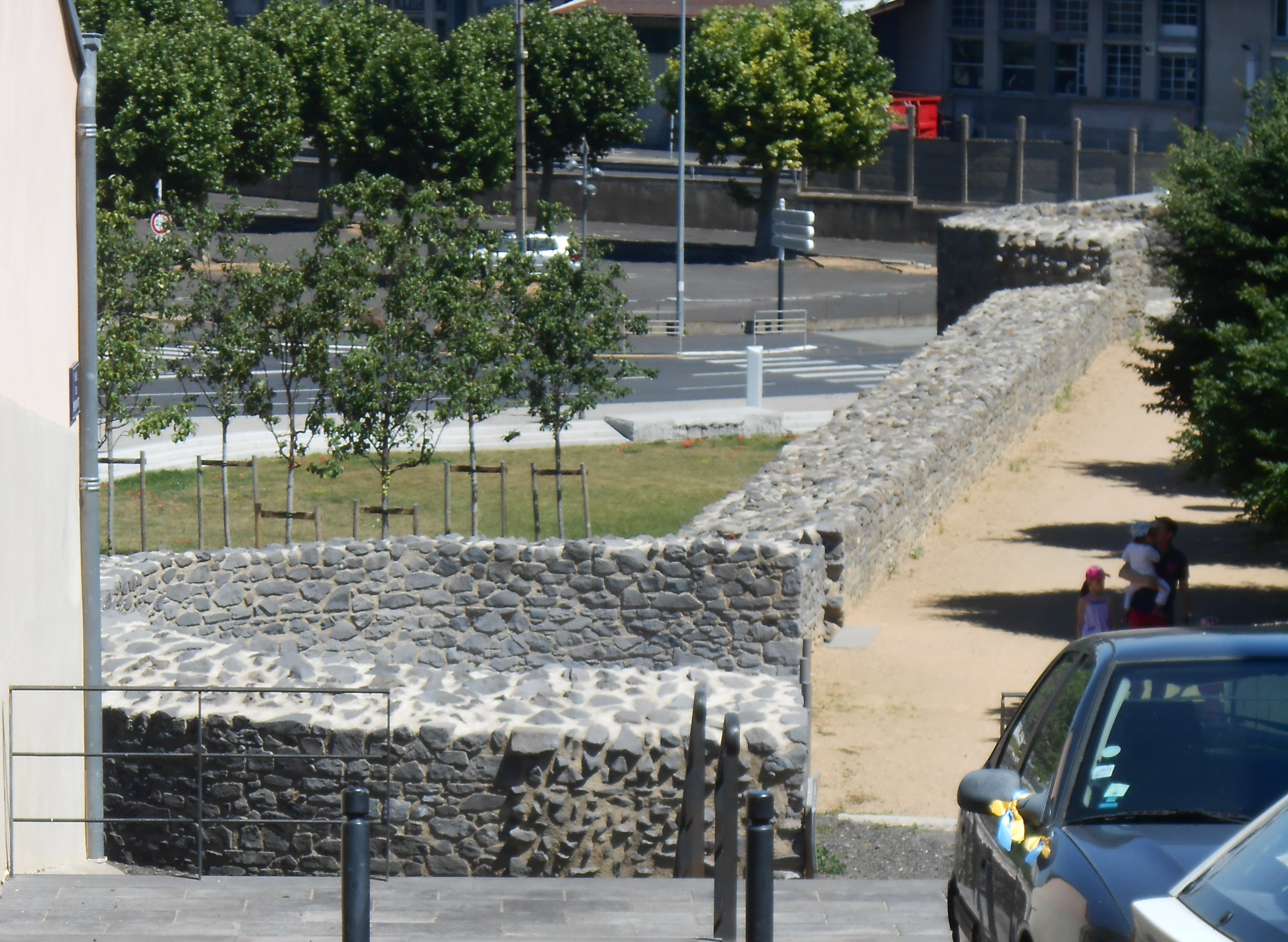
Chemin de ronde de la portion occidentale des remparts de Montferrand. Vue supérieure ; vestiges de tours.

Il était flanqué de vingt-deux tours semi-cylindriques et quadrangulaires (ne débordant pas vers l'intérieur de la ville et intégrées à la courtine).

### Les portes
On pénétrait dans la cité par quatre portes :
- Porte de Bise
- Porte de Belregard
- Porte de l’Hôpital
- Porte de Poterle
- La porte d'eau était traversée par un canal qui alimentait la ville en eau potable avec l’eau de la Tiretaine.

### Les ponts
- Le pont de Bise

## Vestiges
Il subsiste aujourd'hui environ 900 mètres cumulés sur les 1 773 mètres de l’enceinte d’origine et treize tours sur vingt-deux. En 2017 les fortifications sont en cours de restauration. Les fossés ont été occupés pendant plusieurs siècles par des habitations retrouvées en fouilles.